# 葉夫明卡

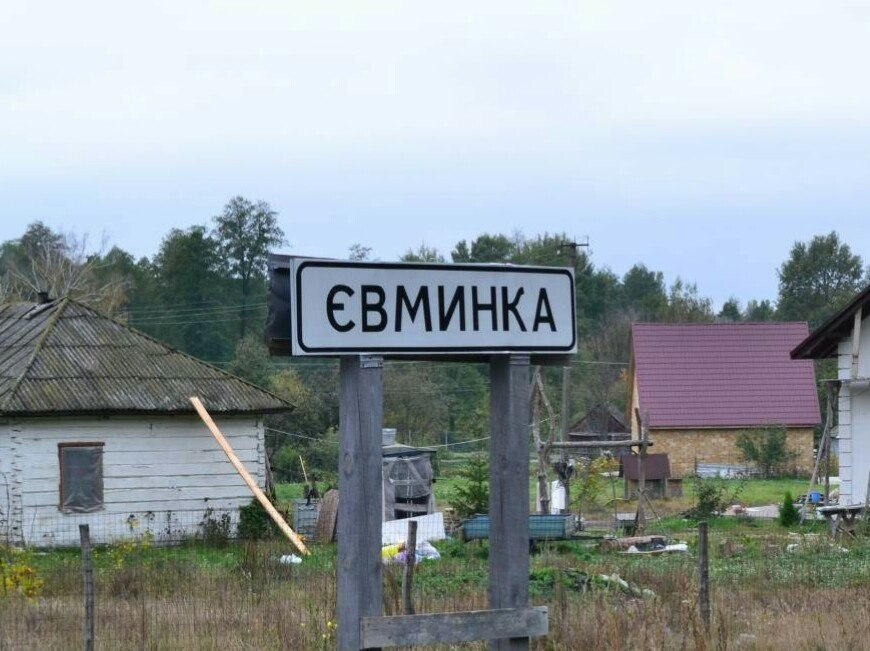
叶夫明卡

叶夫明卡是烏克蘭北部切爾尼希夫州切爾尼希夫區奥斯泰尔市镇的村庄。始建於1552年，面積5.9平方公里，海拔高度106米，2024年人口414，人口密度每平方公里162.2人。